# Li Ho-Pyong
Li Ho-Pyong (Corea del Norte, 16 de octubre de 1951) es un deportista norcoreano retirado especialista en lucha libre olímpica donde llegó a ser subcampeón olímpico en Moscú 1980.

## Carrera deportiva
En los Juegos Olímpicos de 1980 celebrados en Moscú ganó la medalla de plata en lucha libre olímpica de pesos de hasta 57 kg, tras el luchador soviético Sergei Beloglazov (oro) y por delante del mongol Dugarsürengiin Oyuunbold (bronce).